# Dharangaon
Dharangaon är en ort i Indien.   Den ligger i distriktet Jalgaon och delstaten Maharashtra, i den centrala delen av landet, 900 km söder om huvudstaden New Delhi. Dharangaon ligger 218 meter över havet och antalet invånare är 33 718.
Terrängen runt Dharangaon är platt. Runt Dharangaon är det tätbefolkat, med 297 invånare per kvadratkilometer. Dharangaon är det största samhället i trakten. Trakten runt Dharangaon består till största delen av jordbruksmark.